# Велика Житомирська, 2
Будівля по вул. Велика Житомирська, 2 — будівля в стилі класицизму, що вважається архітектурною домінантою міста Києва. Споруда розташовується в історичній частині столиці на перетині двох міст княжої доби — Володимира та Ізяслава, на межі вулиць Десятинна та Велика Житомирська. Дана будівля належить до Міністерства закордонних справ України, де розташовуються Дипломатична академія України, Департамент косульської служби, прес-служба МЗС, а також державне підприємство ГУКОБ. Поруч зі спорудою знаходяться такі відомі об'єкти: Михайлівський Золотоверхий монастир, пам'ятник княгині Ользі. Наразі вона виконує важливу функцію —  тут здійснюється підготовка, перепідготовка та професійне навчання працівників дипломатичної служби і спеціалістів інших державних установ для роботи у сфері міжнародних відносин.

## Загальні історичні відомості
Дипломатична академія при МЗС України розташована на території середньовічного Верхнього Києва, на межі центральної укріпленої частини «міста Володимира». Археологічні розкопки, що здійснювались в цьому районі в різні роки, зокрема на садибі після зносу будинку по вулиці Велика Житомирська, 2-а, мають величезне значення для історії стародавнього Києва.
Так, у 1988—1989 рр. на території садиби було розкопано два поховальні комплекси дружинників з кіньми у дерев'яних гробницях, дитячі поховання у ґрунтових могилах, жертовники-святилища, а також залишки культової споруди типу капища.
За даними розкопок у  ІХ — Х ст. територія входила до складу курганного могильника, а з кінця Х ст. почала використовуватись під житлову забудову. В ході розкопок було виявлено житлові будівлі, залишки двох вулиць та сліди паркану, що свідчить про садибну забудову. Також нині відомо про три спеціалізовані ремісничі майстерні, що знаходились тут в ХІІ — ХІІІ ст.
З середини ХІХ ст. територія, на якій розташована сучасна садиба № 2, перейшла у власність до Йоганна Сигізмунда Ейсмана (в літературі — Іван Федорович), власника однієї з перших приватних аптек у Києві. Так у січні 1858 р. Ейсман отримав дозвіл на будівництво фасадного 2-поверхового цегляного будинку і цегляних служб в глибині двору. Однак, вже у квітні 1858 р. домовласник вирішив придбати ще одну садибу, що виходила на Михайлівську площу. Таким чином площа ділянки збільшилася до 1465 кв. сажнів і відповідно змінилися плани щодо її забудови. Ейсман вирішив побудувати 3-поверховий будинок фронтом по лінії Михайлівської площі та 2-поверховий і 1-поверховий флігелі на початку вулиці Великої Житомирської, обидва з яких не збереглися до нашого часу.
Відомо, що проєкт споруди (креслення збереглися) Ейсман замовив у відомого архітектора Олександра Беретті. Згодом у 1853 р. до садиби приєднали частину міської порожньої землі і вона набула розмірів вже у 1600 кв. сажнів та збільшувалась і в подальші роки, за рахунок сусідніх ділянок. Загалом будівельні роботи були здійснені у 1858—1860 рр.
Після смерті Йоганна Сигізмунда Ейсмана в 1862 році садиба перейшла у власність до його сина Густава Ейсмана — відомої постаті у громадському житті Києва, статського радника, професора Київського університету. Він використовував садибу як прибуткову, віддаючи в оренду Київському військовому округу для приміщень губернського військового начальства та під управління: військово-оружне, інтендантське, артилерійське, медичне тощо.
З 1873 р. в головній будівлі базувалось Київське реальне училище, а у 1901 р. на добровільні пожертви Миколи Терещенка та його сина Івана Терещенка у актовій залі навчального закладу була обладнана й освячена училищна церква Святого Олександра Невського, прикрашена іконописними зображеннями патронів родини Терещенків.

## Часи Київського реального училища

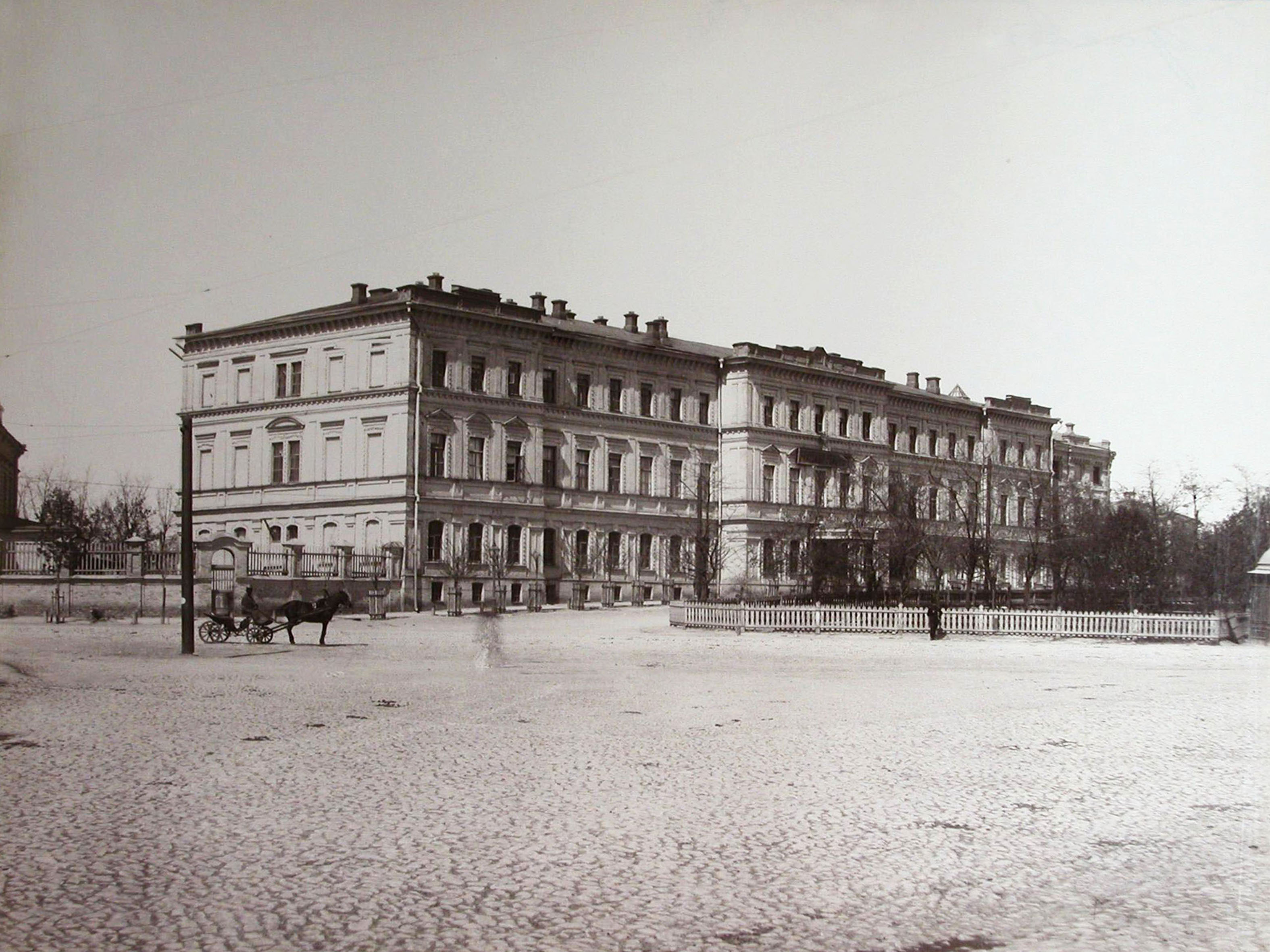
Київське реальне училище. 1890 рік

Київське реальне училище було офіційно відкрито 1 липня 1873 р. та спочатку розміщувалося у приватному будинку купчихи Миславської (нині вул. Михайлівська, 18). Передбачалось, що для училища буде збудований спеціальний корпус, однак, після огляду садиби Г. Ейсмана, комісією Управління Київського учбового округу було прийнято рішення про перенесення навчального закладу до згаданої будівлі — на підставі відповідності гігієнічно-санітарним умовам та вигідного розташування.
З грудня 1873 р. було укладено договір про купівлю садиби, за яким Управління Київського реального училища  прийняло на себе і контракт по оренді будівлі Київським військовим округом, що закінчувався три роки потому. Відповідно ремонтні роботи з пристосування приміщень для училища під керівництвом П. Шлейфера та В. Ніколаєва розпочалися лише влітку 1877 року.
11 серпня 1877 року Київське  реальне училище було переведено з найманого помешкання в свою оновлену садибу по Великій Житомирській, яку займало аж до 1920 року.
Училище — один із перших середніх навчальних закладів в Україні, де вивчалися природничі дисципліни, фізика, математика, а також нові іноземні мови. Згідно зі статутом Міністерства народної освіти Київське реальне училище мало на меті «доставлять учащимся в нем общее образование, приспособленное к практическим потребностям и приобретению технических знаний». Крім загальноосвітніх класів, закладалися механіко-технічне й комерційне відділення. Училище мало хімічну лабораторію, фізичний, природничо-історичний, механічний, математичний, креслярський, малювальний кабінети й кабінет моделювання, бібліотеку. Устаткування доставлялося з Санкт-Петербургу, Берліна, Франкфурта-на-Майні. Навчальний курс був розрахований на 6 років.
Першим директором закладу став І. Палієнко. Крім того, в реальному училищі викладали випускники Санкт-Петербурзького технологічного інституту, Київського університету, серед яких: історик Добровольський Леонід Павлович; художник, педагог, засновник Київської рисувальної школи, учитель малювання і каліграфії Мурашко Микола Іванович; літературознавець, слов'яніст, дослідник чеської, словенської, болгарської, сербської, хорватської літератур, учитель російської мови Степович Андроник Оникійович та інші.
В училищі навчалися живописець Крижицький, відомі київські архітектори П. Альошин, Є. Єрмаков, К. Іваницький, О. Кривошеєв, В. Листовичий, І. Ніколаєв, Ф. Олтаржевський, М. Яскевич, А. Страус, відомий театральний діяч О. Сибіряков.
Почесним попечителем училища став цукрозаводчик і меценат І. Терещенко, коштом якого було збудовано церкву Святого Олександра Невського.
У 1886—1891 рр. в Київському реальному училищі навчався Петро Кузьмич Запорожець — діяч революційного руху в Російській імперії, член Петербурзького «Союзу боротьби за визволення робітничого класу». У зв'язку з цією історичною постаттю у 1975 р. будинок був взятий на облік як пам'ятка історії, хоча нині історичне значення діяча переосмислене та заперечується.
Цікаво, що у 1980 р. будівля була вдруге включена до переліку пам'яток історії місцевого значення, оскільки у 1919—1920 рр. тут начебто мешкав український композитор К. Г. Стеценко. На сьогодні встановлено, що дана інформація не відповідає дійсності, оскільки композитор проживав у сусідньому будинку по вул. Велика Житомирська, 6.
Своє існування Київське реальне училище припинило у 1920 році, невдовзі після закриття училищної церкви Святого Олександра Невського, оформлення якої було майже втрачено.
Опісля в садибі діяла загальноосвітня російська школа, а в післявоєнні роки частина приміщень використовувалась як філіал Палацу піонерів і школярів імені 20-річчя комсомолу. У 1980-1990-х рр. в будівлі функціонувало Державне училище естрадно-циркового мистецтва.

## Сьогодення
Розташована в межах ядра історичної частини Києва, на межі двох міських утворень доби Княжої держави: «Міста Володимира» та «Міста Ізяслава», будівля Дипломатичної академії України сприймається як містобудівна домінанта.

## Архітектурні особливості
Будівля триповерхова з надбудованою мансардою, з боку двору — чотириповерхова з мансардним поверхом та з підвалами на високому цоколі. Будівля цегляна, фасади поштукатурені та пофарбовані. Загальна площа садиби складає 2703.2 кв.м.
В інтер'єрі будинку майже не збереглося первісне оздоблення. Частина деталей була відтворена за автентичними зразками.
Також в ансамблі будівлі присутня церква, що побудована у стилі неорюс, з основною будівлею з'єднана переходом. Має хрестоподібну форму та складається з кількох різноповерхових об'ємів. Весь декор виконаний у неовізантійському стилі. Церква прикрашена розписами, ліпниною, склепіннями та обрамленням вікон.
Територія об'єкту добре впорядкована, замощена плиткою, озеленена та огороджена металевим парканом.

## Функціональне використання
Нині у будівлі розміщені: Дипломатична академія України імені Геннадія Удовенка при Міністерстві закордонних справ (ДАУ при МЗС) (з 2002 року); Головне управління комплексного обслуговування будівництва об'єктів дипломатичної служби МЗС України (об'єм колишньої церкви).

## Значення
За наказом Міністерства культури і туризму України від 03.02.2010 № 58/0/16-10 занесено до державного реєстру, як пам'ятка архітектури; за наказом Міністерства культури України від 16.06.2011 № 453/0/16-11 — пам'ятка архітектури, містобудування, зміна охоронного номера.
Рішення виконавчого комітету Київської міськради народних депутатів від 21.08.1975 № 840; рішення виконавчого комітету Київської міськради народних депутатів від 04.08.1980 № 1102 — пам'ятка історії.

## Цінність об'єкта
Будівля Дипломатичної академії України ім. Г. Удовенка є яскравим прикладом епохи класицизму в архітектурі м. Києва. Сучасний вигляд споруді надали відомі архітектори О. Беретті, В. Ніколаєв, Я. Кривцов, М. Ракінта, М. Чекмарьов.
На етапі існування на цьому місці реального училища тут навчалися і працювали відомі науковці та митці: М. Мурашко, П. Альошин, Є. Єрмаков, К. Іваницький, В. Листовничий, І. Ніколаєв, Ф. Олтаржевський, А. Страус.
Будинок зберіг власну автентичність, яка полягає в наступних чинниках:
-  Місцерозташування будівлі доповнює навколишнє середовище Михайлівської площі та вулиць Велика Житомирська і Десятинна;
-  Наявні три зовнішні різночасові об'єми об'єкту, а саме головного об'єму від підвалів до вінчаючого карнизу 3-го поверху академії, цегляна кладка всього наріжного об'єму та об'єму церкви зі сторони внутрішнього двору;
-  Фасади, віконні форми та дверні прорізи мають композиційне, архітектурно-пластичне, стилістичне та декоративне вирішення;
-  Завдяки вдалій реставрації було збережено та відтворено автентичні елементи оздоблення інтер'єру.
Об'єкт відповідає критеріям, що передбачені в п. 4 «Порядку визначення категорій пам'яток», затвердженим постановою Кабінету міністрів України від 22.05.2019 № 452.